# Laser de Saint-Hyacinthe
Le Laser de Saint-Hyacinthe est une franchise junior de hockey sur glace qui a évolué dans la Ligue de hockey junior majeur du Québec de 1989 à 1996.

## Histoire
Les débuts de la franchise remontent à 1933, année de création du Canadien junior de Montréal. Par la suite, la franchise change plusieurs fois de nom et en 1989, les Canadiens junior de Verdun sont rachetés et déménagent à Saint-Hyacinthe dans la province de Québec. En 1996, après sept saisons, le Laser déménage à Rouyn-Noranda et devient les Huskies de Rouyn-Noranda.

## Statistiques
| No | Saison    | PJ | V  | D  | N  | BP  | BC  | Pts | Classement        | Séries éliminatoires |
| -- | --------- | -- | -- | -- | -- | --- | --- | --- | ----------------- | -------------------- |
| 1  | 1989-1990 | 70 | 35 | 29 | 6  | 299 | 301 | 76  | 7e LHJMQ          | Éliminés au 2e tour  |
| 2  | 1990-1991 | 70 | 36 | 30 | 4  | 287 | 251 | 76  | 4e division Lebel | Éliminés au 1er tour |
| 3  | 1991-1992 | 70 | 35 | 28 | 7  | 332 | 274 | 77  | 4e division Lebel | Éliminés au 1er tour |
| 4  | 1992-1993 | 70 | 29 | 37 | 4  | 312 | 320 | 62  | 5e division Lebel | Non qualifiés        |
| 5  | 1993-1994 | 72 | 35 | 30 | 7  | 297 | 290 | 77  | 4e division Lebel | Éliminés au 1er tour |
| 6  | 1994-1995 | 72 | 26 | 42 | 4  | 241 | 310 | 56  | 5e division Lebel | Éliminés au 1er tour |
| 7  | 1995-1996 | 70 | 23 | 44 | 39 | 242 | 353 | 4   | 6e division Lebel | Éliminés au 1er tour |

## Personnalités

### Joueurs

#### Joueurs récompensés
- 1991-1992
  - Joueur de la saison LCH : Charles Poulin
  - Meilleur état d'esprit LCH : Martin Gendron
  - Trophée Jean-Béliveau du meilleur pointeur : Patrick Poulin
  - Trophée Michel-Brière du meilleur joueur de la saison : Charles Poulin
  - Coupe Telus - Offensif du joueur offensif de l'année : Martin Gendron
  - Trophée Frank-J.-Selke du meilleur état d'esprit : Martin Gendron
  - Trophée Paul-Dumont de la personnalité de l'année : Patrick Poulin
- 1992-1993
  - Trophée Frank-J.-Selke : Martin Gendron
- 1993-1994
  - Trophée Raymond-Lagacé de la meilleure recrue de la saison : Jimmy Drolet
- 1994-1995
  - Plus grande contribution pour la communauté LCH : David-Alexandre Beauregard
  - Plaque Karcher pour l'impliquation dans la communauté : David-Alexandre Beauregard

### Dirigeants
Dans la troisième année de la franchise, Claude Lemieux est élu dirigeant de l'année et reçoit le trophée John-Horman. En effet, en partant de l'équipe de Verdun qui finit à la dernière place en 1989, il a reconstruit une équipe récompensée par de nombreux prix et jouant les séries.
En 1993-1994, Richard Martel est élu entraîneur de l'année et reçoit le trophée Ron-Lapointe.